# Леспинас, Жюли де
Жа́нна Жюли́ Элеоно́ра де Леспина́с (фр. Jeanne Julie Éléonore de Lespinasse; 9 ноября 1732, Лион — 23 мая 1776) — хозяйка парижского салона, писательница.

## Биография
Внебрачная дочь графини д’Альбон и Гаспара де Виши, брата мадам дю Деффан. Воспитывалась как дочь лионского торговца Клода Леспинаса. Получила образование в женском монастыре. В возрасте 16 лет она стала гувернанткой в доме законной дочери своей матери, которая вышла замуж за Гаспара де Виши (отца Жюли). После смерти графини д’Альбон Леспинас осталась без средств к существованию. Её ослепшая тётка, мадам дю Деффан, хозяйка известного парижского салона, оценившая её ум и образованность, предложила ей переехать в Париж в качестве компаньонки и лектрисы. Жюли Леспинас по воспоминаниям современников была некрасива (лицо её было обезображено оспой), но обладала врождённым изяществом и благородством.
Жюли поселилась у мадам дю Деффан в 1754 году. Квартира мадам дю Деффан в монастыре Сен-Жозеф была местом, где собирались известные дипломаты, знатные дамы, философы и политики. Дю Деффан, дружившая с д’Аламбером, принимала у себя Фонтенеля, Монтескьё, Мариво и Мармонтеля. Постепенно влияние Жюли в салоне маркизы стало расти, нередко вечер начинался в гостиной дю Деффан, а завершался уже в комнате компаньонки. Маркизу раздражали успехи Леспинас и её любовная связь с д’Аламбером. В конечном счёте это привело к ссоре между двумя женщинами и разрыву их отношений в 1764 году. Дю Деффан даже после смерти Леспинас не могла простить её «предательства».
Жюли с помощью друзей основала свой салон на улице Бельшасс, в который перешла большая часть посетителей салона мадам Дю Деффан. Не отличаясь ни красотой, ни знатным происхождением, Леспинас сумела сделать свой салон популярным и успешно конкурировала со своей бывшей покровительницей. Благодаря д’Аламберу, который вскоре переехал к ней, Жюли познакомилась с Кондильяком, Кондорсе, Тюрго. Другие энциклопедисты также посещали её салон, который вскоре прозвали «лабораторией Энциклопедии».
В 1766 году Леспинас увлеклась сыном испанского посла Мора. Страсть была взаимной, влюблённые собирались пожениться, но их планам воспротивились родители Мора, и он был вынужден уехать. Леспинас, тяжело переживавшая разлуку, познакомилась с графом де Гибером, который стал главной любовью её жизни. «Я познакомилась с Гибером; он мне очень нравится; его душа отражается во всём, что он говорит; в нём видна какая-то гордая сила и возвышенный ум; он решительно ни на кого не похож», — писала Жюли в письме к Кондорсе. Смерть Мора и женитьба Гибера сломали Леспинас: она умерла от туберкулёза в возрасте 43 лет. Д’Аламбер, не оставлявший её до последней минуты, тяжело переживал утрату.

## Эпистолярное наследие. Образ Леспинас в литературе
Письма Жюли Леспинас к графу де Гиберу были изданы в 1809 году его вдовой. Сент-Бёв ставил их в один ряд с такими образцами эпистолярного жанра как письма Элоизы и «Португальские письма».
Мадемуазель де Леспинас — действующее лицо философского произведения Дени Дидро «Сон д'Аламбера».
Леспинас — автор двух глав, являющихся продолжением «Сентиментального путешествия…» Стерна.
Жюли Леспинас стала прототипом героини новеллы М. Уорд «Дочь леди Розы» (1903).